# Gilbert (Louisiana)
Gilbert és una població dels Estats Units a l'estat de Louisiana. Segons el cens del 2000 tenia 561 habitants.

## Demografia
Segons el cens del 2000, Gilbert tenia 561 habitants, 207 habitatges, i 150 famílies. La densitat de població era de 221 habitants/km².
Dels 207 habitatges en un 36,2% hi vivien nens de menys de 18 anys, en un 47,8% hi vivien parelles casades, en un 19,8% dones solteres, i en un 27,1% no eren unitats familiars. En el 24,6% dels habitatges hi vivien persones soles el 14,5% de les quals corresponia a persones de 65 anys o més que vivien soles. El nombre mitjà de persones vivint en cada habitatge era de 2,71 i el nombre mitjà de persones que vivien en cada família era de 3,25.
Per edats la població es repartia de la següent manera: un 30,3% tenia menys de 18 anys, un 9,3% entre 18 i 24, un 26,4% entre 25 i 44, un 19,3% de 45 a 60 i un 14,8% 65 anys o més.
L'edat mediana era de 34 anys. Per cada 100 dones de 18 o més anys hi havia 74,6 homes.
La renda mediana per habitatge era de 24.297 $ i la renda mediana per família de 26.667 $. Els homes tenien una renda mediana de 24.000 $ mentre que les dones 14.531 $. La renda per capita de la població era de 15.270 $. Entorn del 21,7% de les famílies i el 22,4% de la població estaven per davall del llindar de pobresa.

## Poblacions més properes
El següent diagrama mostra les poblacions més properes.